# Wilhelm Cuceritorul
William Cuceritorul sau William I al Angliei sau William de Normandia (în franceză Guillaume le Conquérant și
Guillaume II de Normandie, iar în engleză William the Conqueror),  (n. 1028, Falaise, Basse-Normandie, Franța – d. 9 septembrie 1087, Rouen, Ducatul Normandiei⁠(d)) a fost rege al Angliei din 1066 până în 1087. Descendent al vikingilor, el a fost Duce de Normandia din 1035 sub numele de William al II-lea. După o luptă lungă pentru a-și stabiliza puterea, în anul 1060 poziția sa în Normandia era sigură iar el s-a lansat în cucerirea normandă a Angliei în 1066. Restul vieții sale a fost marcat de lupte pentru a-și consolida puterea asupra Angliei și a pământurilor sale continentale și de dificultățile cu fiul său cel mare.

## Origine

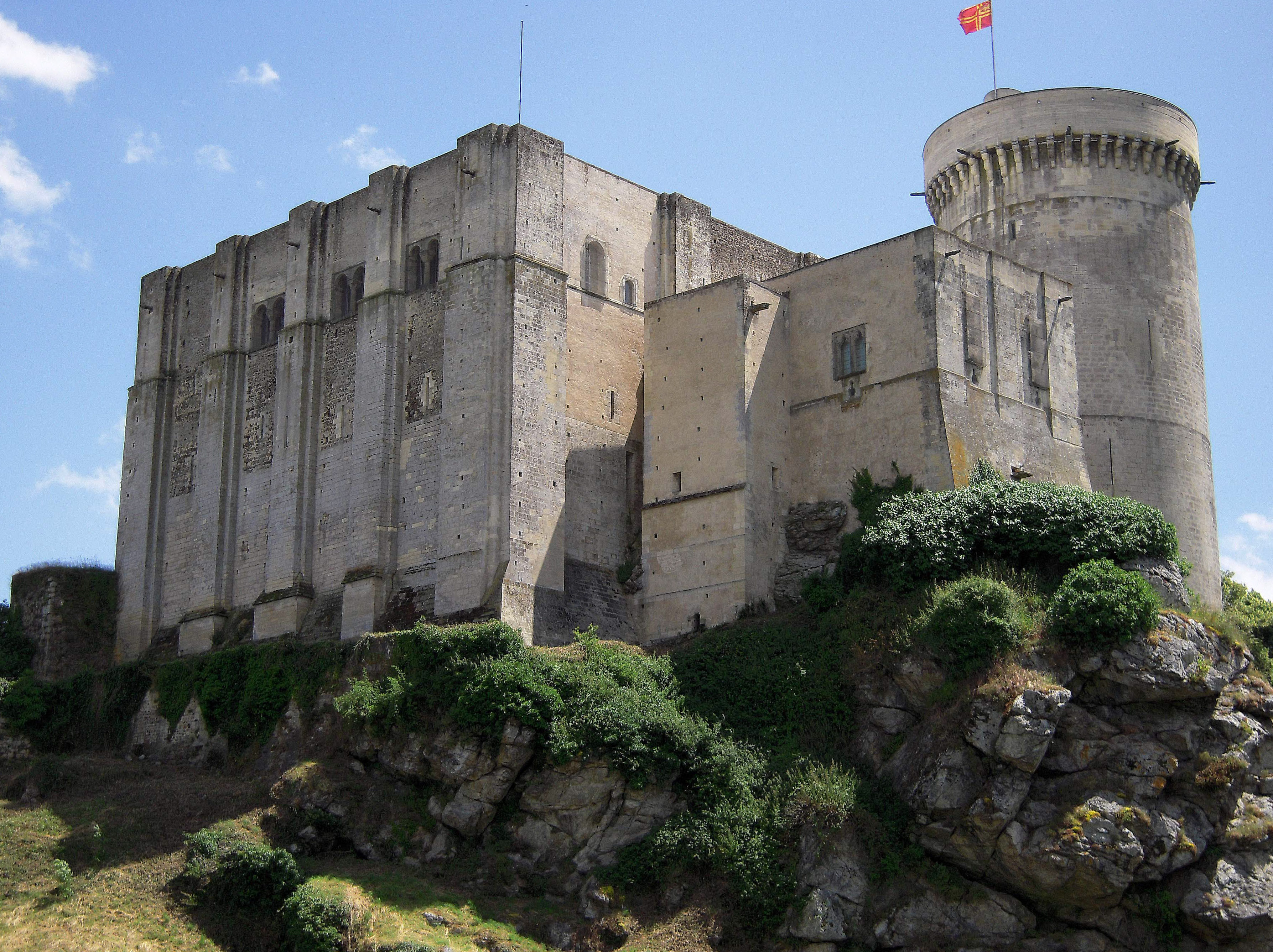
Castelul medieval din Falaise, Normandia, Franța, locul de naștere al lui William.

William s-a născut la Falaise, Normandia ca fiu nelegitim al lui Robert I, Duce de Normandia și al metresei sale Herleva, fiica unui tăbăcar din orașul Falaise. Mai târziu, mama lui s-a căsătorit cu Herluin de Conteville cu care a avut doi copii. În afară de cei doi frați vitregi, Odo de Bayeux și Robert, Conte de Mortain, William a mai avut o soră, Adelaide de Normandia, un alt copil al lui Robert.
Ducele l-a desemnat moștenitor pe William, iar la moartea sa care a survenit în 1035, William a devenit duce de Normandia la vârsta de șapte ani. În primii ani ai domniei sale aveau loc în mod frecvent revolte, iar în câteva ocazii ducele abia a scăpat din fața morții. La vârsta de 20 de ani, William devenise un conducător abil și era susținut de regele Henric I al Franței. Ulterior, Henric i-a devenit dușman, însă William a supraviețuit în urma acestui conflict și în 1063 a extins granițele ducatului și asupra regiunii Maine.

## Căsătoria
În anul 1050, William s-a căsătorit cu Mathilde de Flandra, fiica lui Baudouin al V-lea, conte de Flandra, și soției sale Prințesa Adela a Franței. Papa Leon al IX-lea a avut unele reticențe privitoare la această căsătorie, întrucât între William și Mathilde exista o înrudire de sânge destul de apropiată. Mathildei i se atribuie celebra tapiserie păstrată la Bayeux (Franța), în care este povestită, în imagini, expediția lui William în Anglia (1066).
William a fost credincios soției sale pe tot  parcursul căsătorie.Nu exista dovezi că acesta ar fi avut copii ilegitimi.Cuplul a produs 9 sau 10 copii, însa ordinea in care aceștia s-au născut este nesigură:
- Robert I, Duce de Normandia (1051 – 3 Februarie 1134)[3]
- Richard al Normandiei (1054 – 1070)[3]
- Adeliza, care a murit inainde de anul 1113 și probabil a devenit o măicuța [3]
- Cecilia a Normandiei, Stareță la Abbey of Sainte-Trinité
- William al II-lea, Rege al Angliei (1056 – 2 August 1100)
- Henric I, Rege al Angliei (c. 1068 – 1 December 1135), inițial a avut titlul de Duce de Normandia[3]
- Constance a Normandiei, Duchesă de Brittania (d.13 August 1090); S-a căsătorit cu Alan IV, Duce de Brittania
- Adela a Normandiei, Contesă de Blois (d. 8 March 1137)[3]; S-a căsătorit cu Stephen II, Conte de Blois și a avut 9 copii, printre care și Ștefan, Rege al Angliei
- Mathilda; care s-a născut in jur de anul 1061 și a murit in 1066

Este posibil ca William să mai fi avut o fiica cu Mathilda, pe nume Agatha, care a fost logodită cu Alfonso al VI-lea, Rege al Leonului și Castiliei.

## Ascensiune ratată
În anul 1051, William a vizitat Anglia și l-a întâlnit pe vărul său Eduard Confesorul, rege al Angliei, care nu avea moștenitori direcți. Potrivit istoricilor normanzi, Eduard i-a promis lui William să-l lase moștenitor. Totuși, pe patul de moarte, Eduard a încredințat regatul lui Harold al II-lea, capul celei mai importante familii nobiliare din Anglia, mai puternică decât însuși regele.
În ianuarie 1066, regele Eduard a murit, iar Harold al II-lea a fost proclamat rege. În septembrie, Tostig, fratele lui Harold al II-lea, s-a aliat cu regele Harald al III-lea al Norvegiei și au invadat Anglia prin Scoția. Pe 25 septembrie, regele Harold i-a înfruntat pe amândoi la Stamford Bridge, unde i-a înfrânt și ucis.

## Cucerirea Angliei
Ridicând pretenții la tronul englez, William, duce de Normandia, invadează Anglia la Pevensey, pe coasta de sud-est a peninsulei britanice, la data de 28 septembrie 1066. Victoria ce a urmat asupra regelui Harold al II-lea în bătălia de la Hastings a marcat începutul unei noi ere în istoria britanică. William a avansat spre Londra care i s-a supus. În ziua de Crăciun a anului 1066, William Cuceritorul a fost încoronat ca întâiul rege normand al Angliei, la Catedrala Westminster, iar perioada anglo-saxonă a istoriei britanice s-a sfârșit. Limba franceză a devenit limba oficială a curții regale și treptat s-a contopit cu limba anglo-saxonă, dând naștere limbii engleze moderne.

## Realizări
William I s-a dovedit a fi un rege eficace pentru Anglia. În anul 1086 a fost realizat un mare recensământ - numit Domesday Book - al terenurilor și al populației din Anglia, prin care s-a ținut o evidență precisă a tuturor proprietăților funciare, fiind menționate suprafața fiecărui domeniu, animalele, inventarul agricol, venitul, numărul, situația juridică și obligațiile țăranilor dependenți, îndatoririle vasalilor etc.

## Decesul

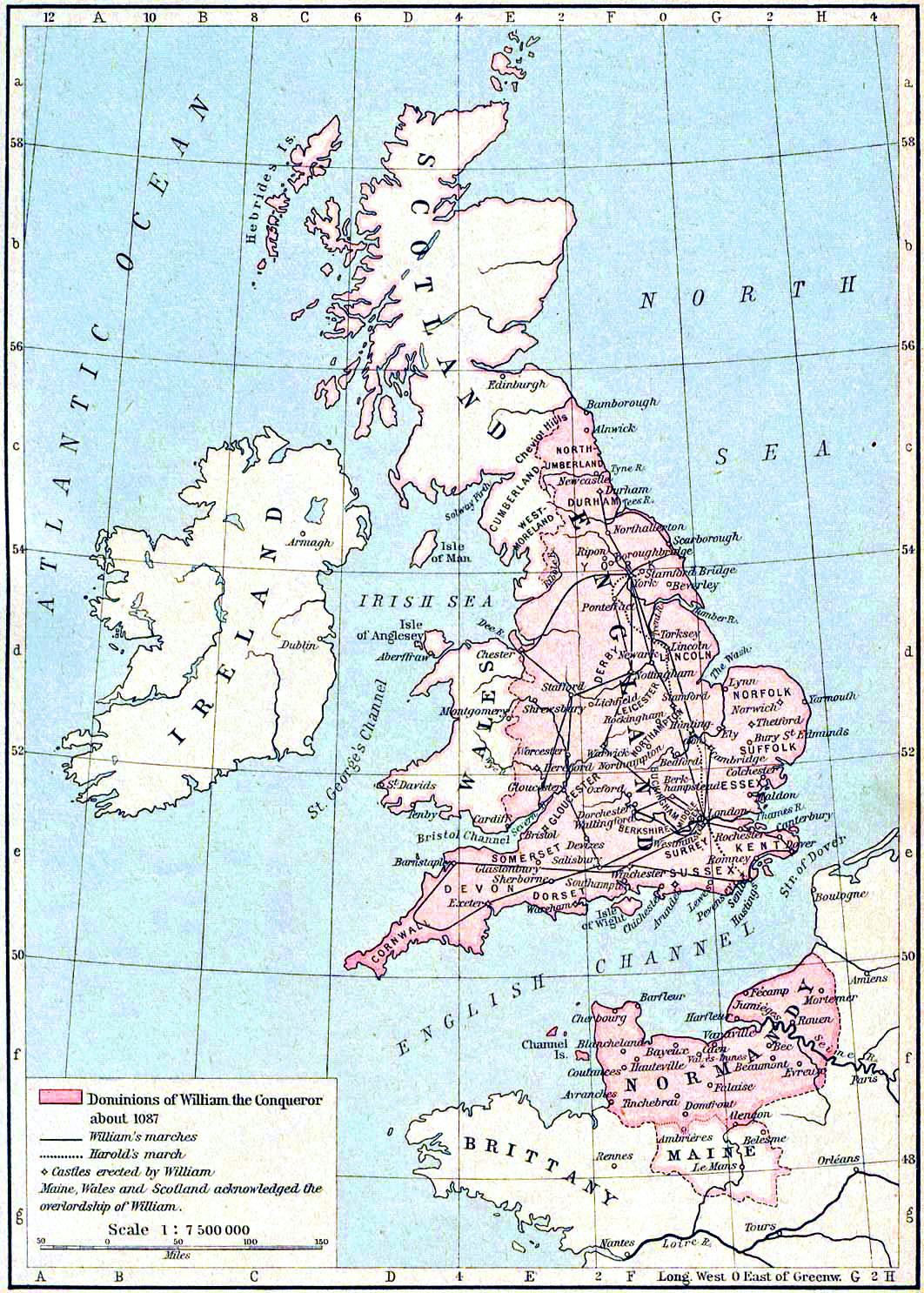
Posesiunile lui Wilhelm la moartea sa în 1087.

La moartea lui William I, în 1087, fiul său, William Rufus, a devenit William al II-lea, cel de-al doilea rege normand al Angliei.

## Galerie de imagini

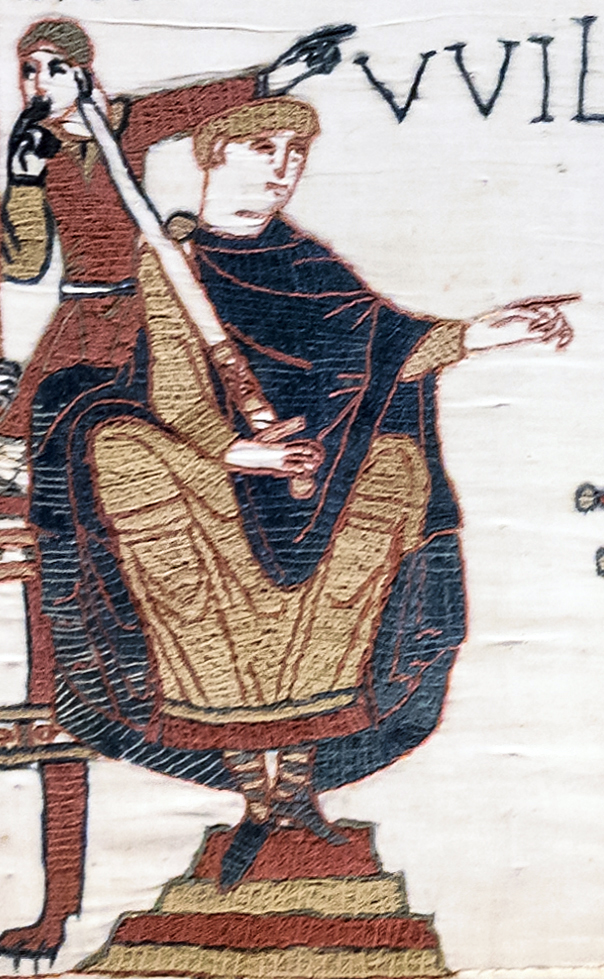
William Cuceritorul, detaliu de pe Tapiseria din Bayeux
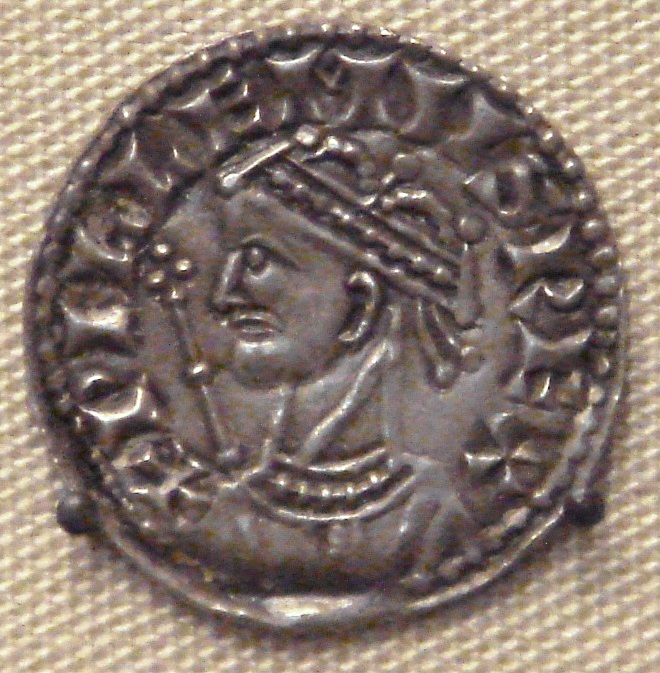
Monedă emisă sub William Cuceritorul (1066 - 1087); cap încoronat, spre stânga (British Museum)
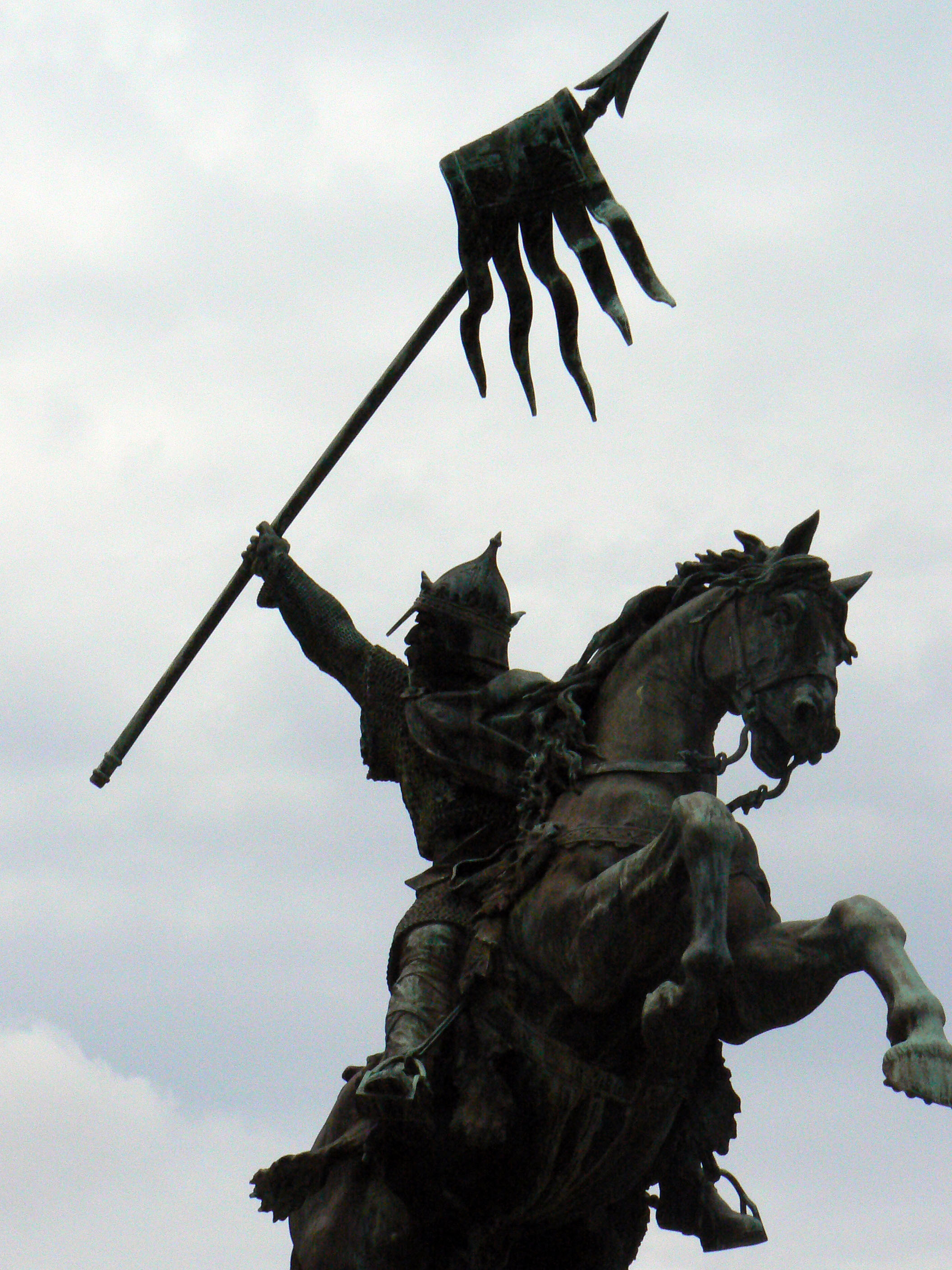
Statuia lui William Cuceritorul călare, în fața primăriei din Falaise (Calvados, Franța)
Arborele genealogic al lui William Cuceritorul